# TEAC (Elektronikunternehmen)

Teac-Logo

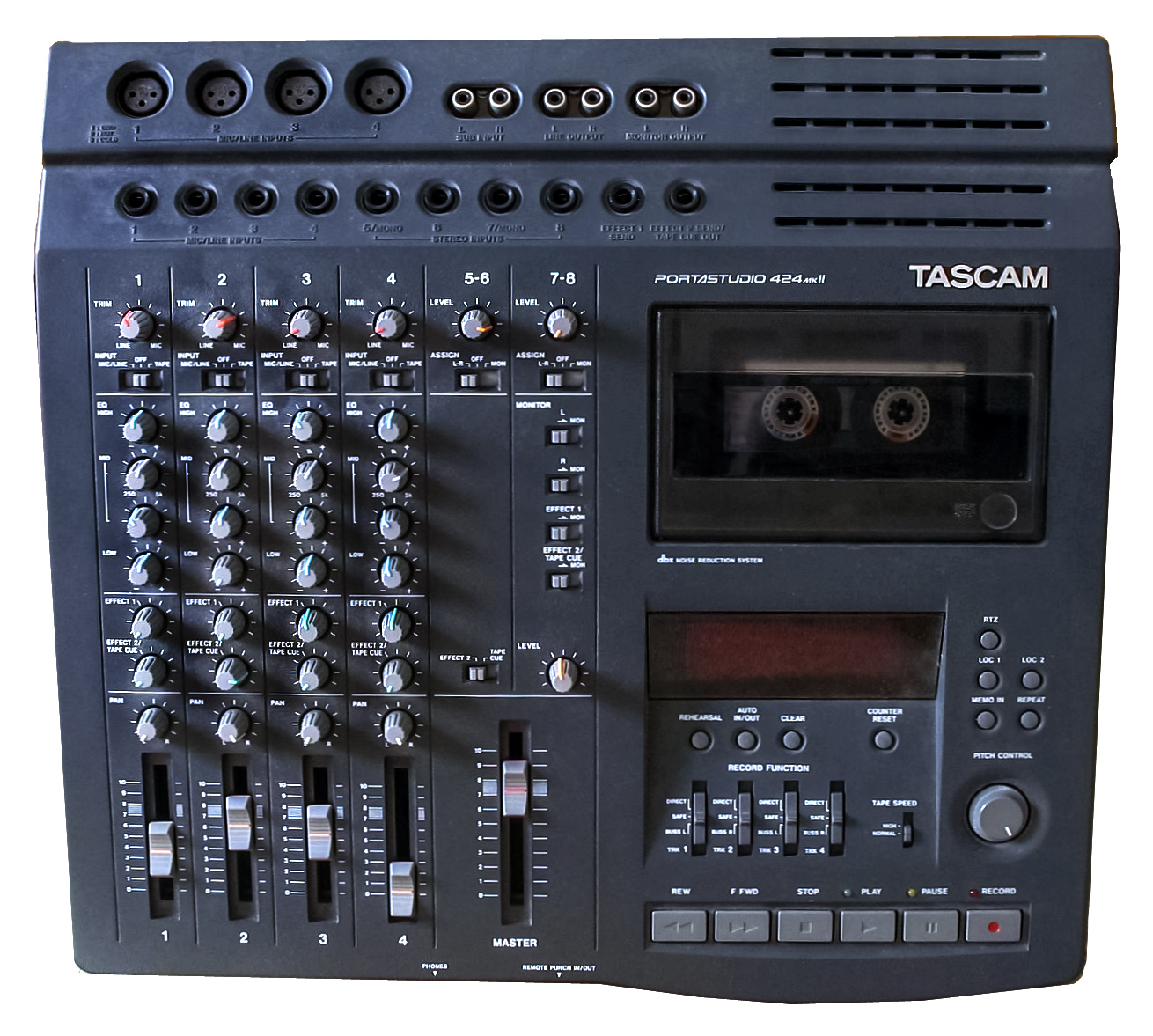
Mehrspurrekorder PortaStudio 424 MKII für die unabhängige Aufnahme von vier Tonspuren auf Kompaktkassette mit dbx-Rauschunterdrückung, ca. 1996

Die Teac K.K. (jap. ティアック株式会社, Tiakku Kabushiki-gaisha, engl. TEAC Corporation) ist ein internationales Elektronik-Unternehmen mit dem Stammsitz in Tama (Tokio). Die Europazentrale des Unternehmens befindet sich in Wiesbaden.

## Geschichte
Teac entstand 1964 aus einem Joint Venture der Unternehmen Tokyo Television Acoustic Company (gegründet 1953) und der Tokyo Electro Acoustic Company (gegründet 1956). Seit 1964 wird Teac als Name und nicht im Sinne einer Abkürzung verwendet. Weder in der Firma noch in anderen Dokumenten wird die ausgeschriebene Langform verwendet.
Am 20. Januar 2012 schloss Teac mit Onkyo eine strategische Allianz. Dabei haben Teac und Onkyo gegenseitig Anteile am jeweiligen Unternehmen übernommen und teilen sich Produktionsanlagen, Logistikzentren und Ressourcen im Bereich Forschung und Entwicklung. Im August 2012 wurde der Vertrieb der Produkte für Privatanwender in Europa an Onkyo Europe mit Sitz in Gröbenzell abgegeben; der Vertrieb der Profi-Produkte, darunter auch die der Marke Tascam, erfolgt weiterhin durch Teac Europe in Wiesbaden.
Im April 2013 gab die amerikanische Gibson Guitar Corporation bekannt, die Mehrheit der Teac-Aktien, die bisher vom Investor Phoenix Capital gehalten werden, zu übernehmen. Dieses Vorhaben wurde vom Teac-Management unterstützt.

## Produktbereiche

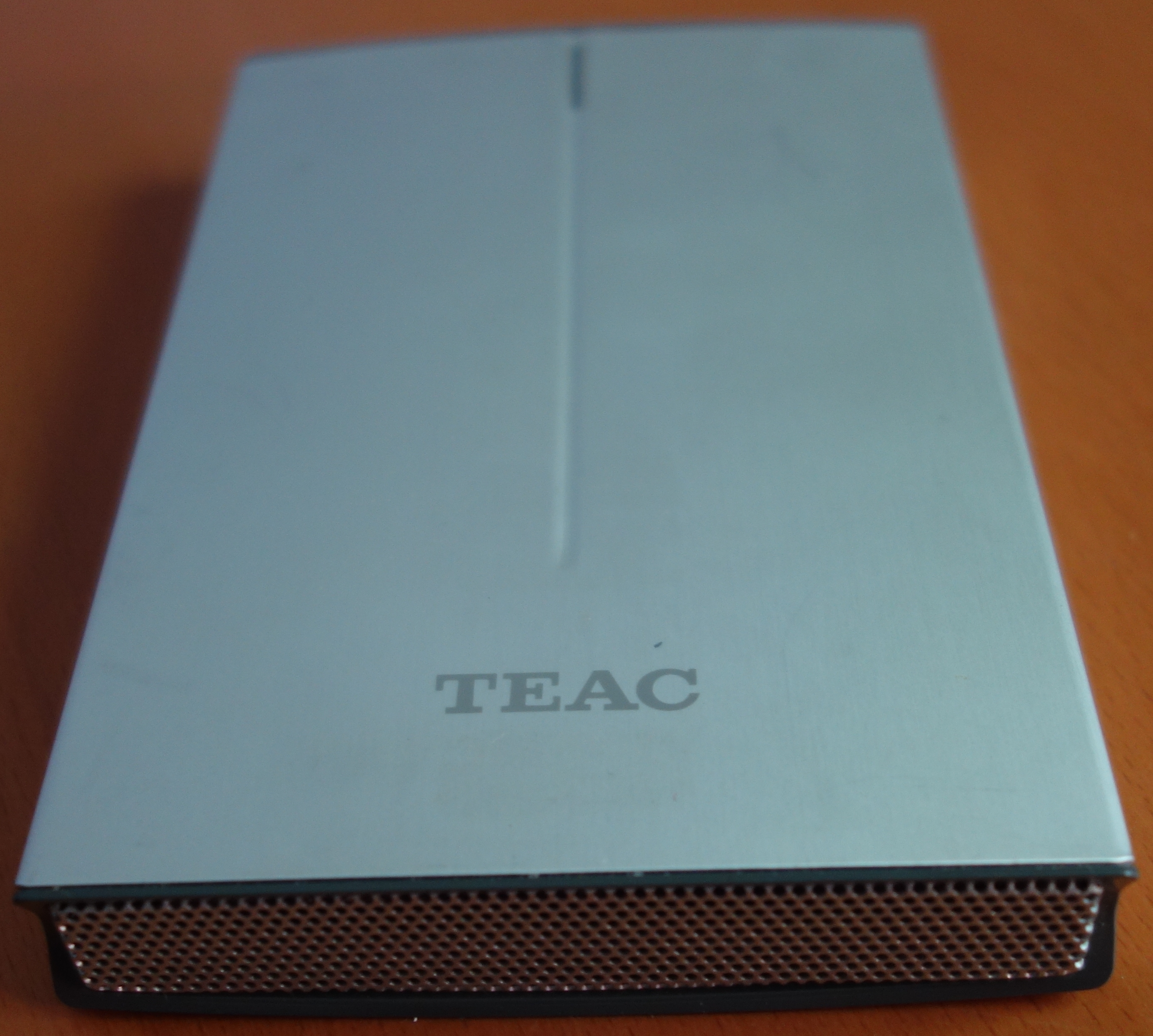
Externe Teac-Festplatte

### Consumer Audio (Teac und Esoteric)
Bereits seit den 1960er Jahren tritt Teac in Europa als Anbieter von HiFi-Geräten auf. Heute wird der High-End-Bereich mit der Marke Esoteric abgedeckt.

### Professional Audio (Tascam)

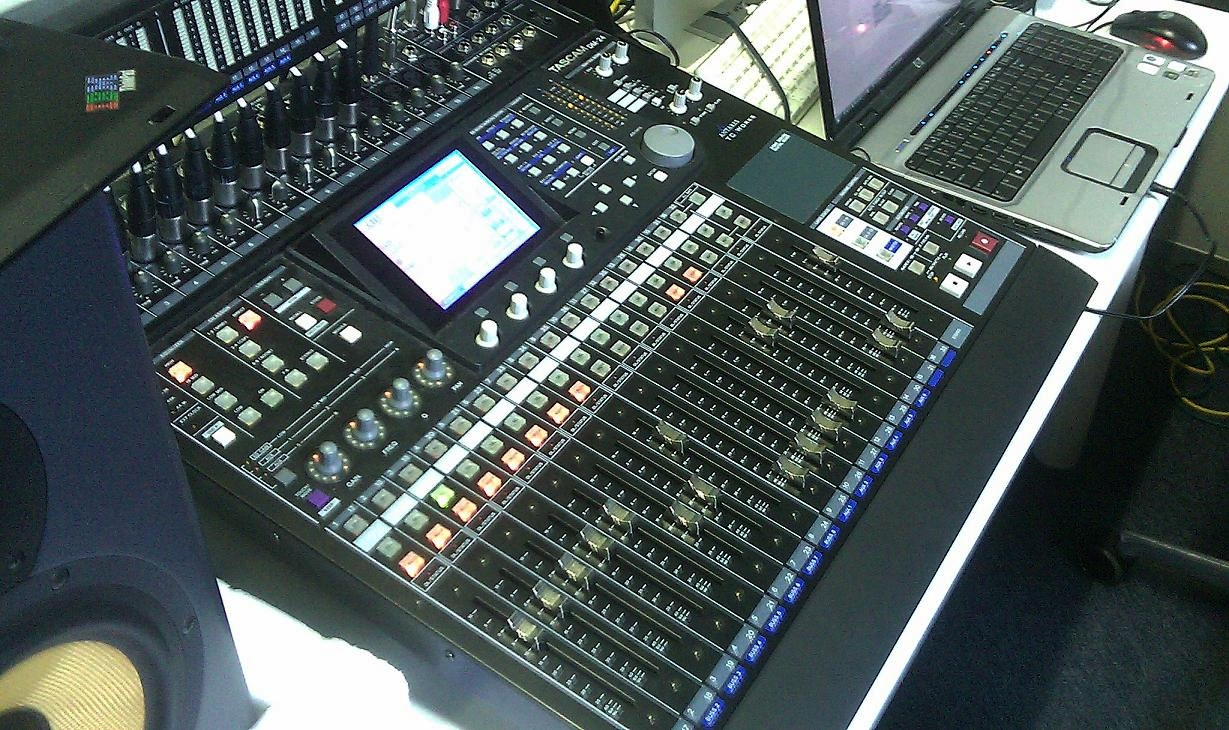
Digitaler Mischer Tascam DM-24

Aus der amerikanischen Niederlassung der Teac-HiFi-Sparte ging 1971 Tascam (Teac Audio Systems Corporation Of America) als eigene Marke für Aufnahme- und Tonstudiotechnik hervor. Angeboten wurden u. a. die DAT-Recorder (DA 20, DA-P1) für den professionellen Einsatz und verschiedene Portastudio genannte Mehrspur-Recorder. Sie basierten zunächst auf Compact Cassetten (z. B. Portastudio 424), später auch auf anderen Speichermedien, wie der Daten-MiniDisc (MD-Data, im Portastudio 564) beziehungsweise heute Festplatten mit USB-Interface (DP-02) und digitale Audiorekorder mit Aufzeichnung auf Festspeicher.

### Informations-Produkte

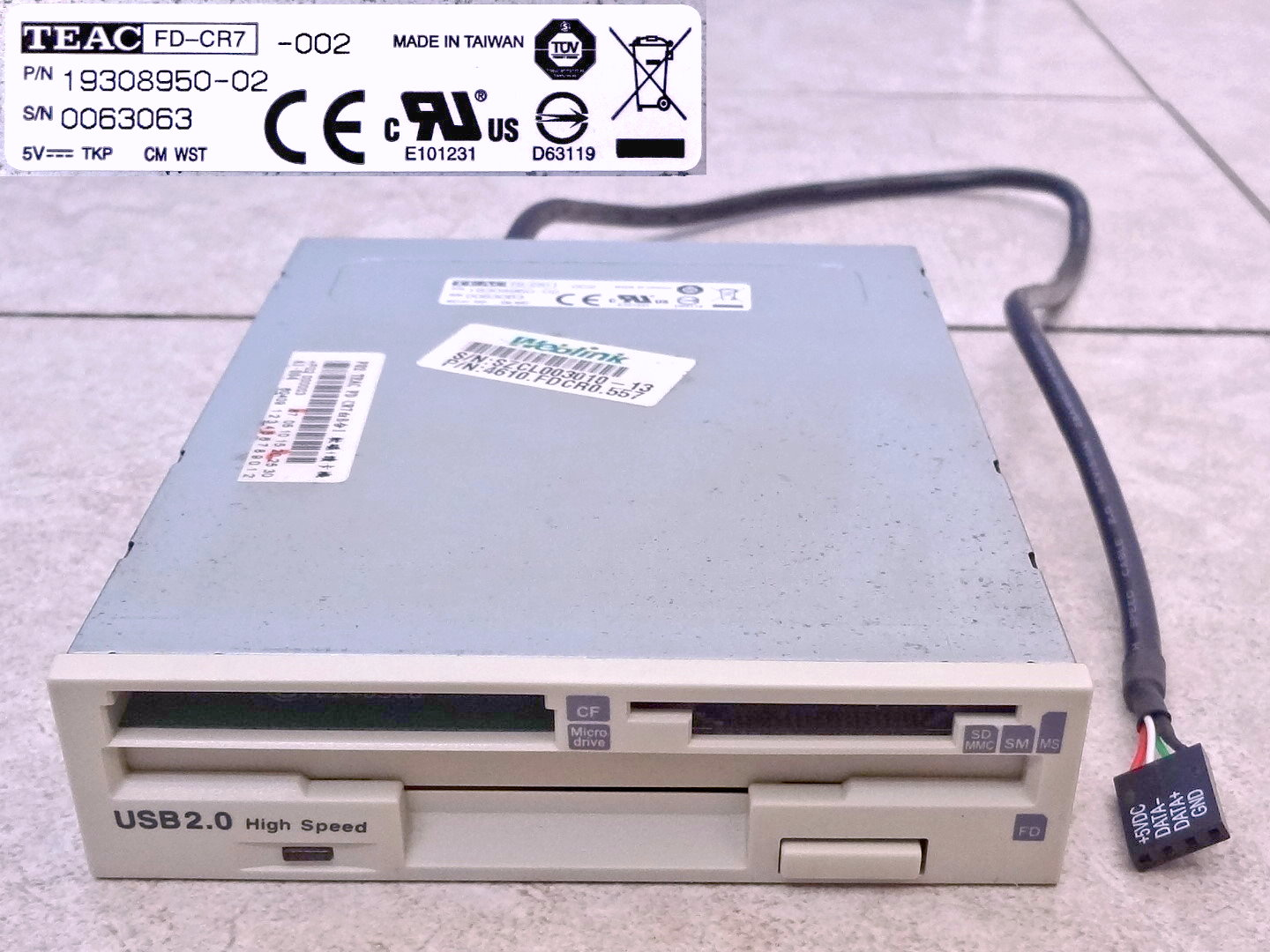
″-Diskettenlaufwerk mit integriertem Kartenleser und USB-Kabel zum Anschluss an ein Mainboard

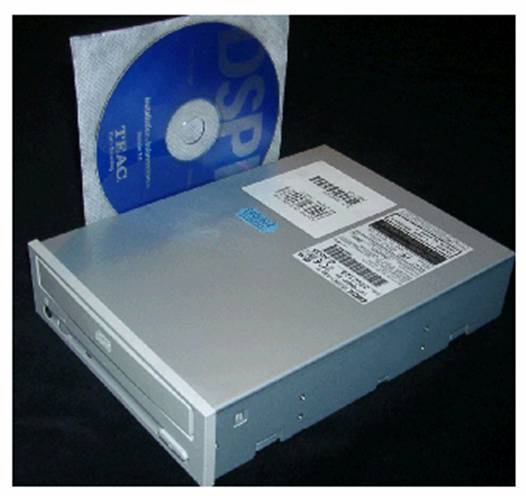
CD-ROM-Laufwerk Teac CD-540E-038-U

Im Bereich der Computertechnik wurde Teac u. a. durch das erste 5 1⁄4-Zoll-Diskettenlaufwerk der Welt im Jahre 1978 bekannt, das z. B. auch am C64 verwendet wurde.
Heute umfasst das Portfolio neben Produkten für den PC-Bereich wie Blu-Ray-Rekordern und Archivierungslösungen auch Produkte zur Messdatenspeicherung und Datenspeicherung im medizinischen Bereich.